# Каземи, Арсалан
Арсалан Каземи (перс. ارسلان كاظمی نائینی‎, англ. Arsalan Kazemi, род 22 апреля 1990 года, Исфахан, Иран) — иранский баскетболист, играющий на позиции тяжёлого форварда. Выбран на драфте НБА 2013 года клубом «Вашингтон Уизардс» во втором раунде под 54 общим номером.

## Орегонский университет
После трёх лет в университете Райса, Каземи перевёлся в Орегонский университет. Его дебютный сезон за новую команду оказался очень успешным и он в среднем за игру набирал практически дабл-дабл в очках и подборах. Он помог свой команде добраться до Sweet Sixteen чемпионата NCAA. За три игры раунда он в среднем набирал по 10 очков и делал 15 подборов и 2,3 передачи.

## Профессиональная карьера
Арсалан Каземи был выбран на драфте НБА 2013 года клубом «Вашингтон Уизардс» во втором раунде под 54 общим номером, став первым иранским баскетболистом, выбранным на драфте НБА. Вскоре после драфта права на него были переданы в клубу «Филадельфия Севенти Сиксерс».

## Выступления за национальную сборную
Каземи был капитаном сборной Ирана по баскетболу среди юношей до 19 лет, которая участвовала в чемпионате мира по баскетболу среди юношей до 19 лет в Окленде, Новая Зеландия. На чемпионате он стал самым результативным игроком своей команды, набирая в среднем за игру 16,6 очка и делая 12,2 подбора и 3 передачи.
В августе 2010 года он был призван в основную сборную Ирана по баскетболу для участия в Кубке Станковича, который проводился перед началом чемпионата мира по баскетболу 2010 года. На чемпионате мира Каземи стал вторым по результативности после Хамеда Хаддади.